# Alalex
Alalex (pronunciado [a.la'leʃ], en árabe: علالش‎, en francés: Aalalech) es una localidad marroquí perteneciente al municipio de Aín Mulalzén, en la región de Tánger-Tetuán-Alhucemas. Desde 1912 hasta 1956 perteneció a la zona norte del Protectorado español de Marruecos.